# Miss XV
Miss XV es una telenovela mexicana juvenil producida por Pedro Damián para Televisa, en coproducción con Nickelodeon Latinoamérica y en colaboración con el canal colombiano, RCN. Miss XV es la adaptación de la telenovela mexicana Quinceañera, original de Jorge Durán Chávez y que catapultó al éxito a sus protagonistas Adela Noriega y Thalía.
Está protagonizada por Paulina Goto, Natasha Dupeyrón, Yago Muñoz y Jack Duarte, con las participaciones antagónicas de Eleazar Gómez y Macarena Achaga, además de contar con las participaciones estelares de Raquel Garza, Gabriela Platas, Ignacio Casano, Sergio DeFassio y Verónica Jaspeado.
La telenovela se estrenó el 16 de abril de 2012 por Nickelodeon Latinoamérica y el 14 de mayo de 2012 por el Canal 5 de Televisa.

## Sinopsis

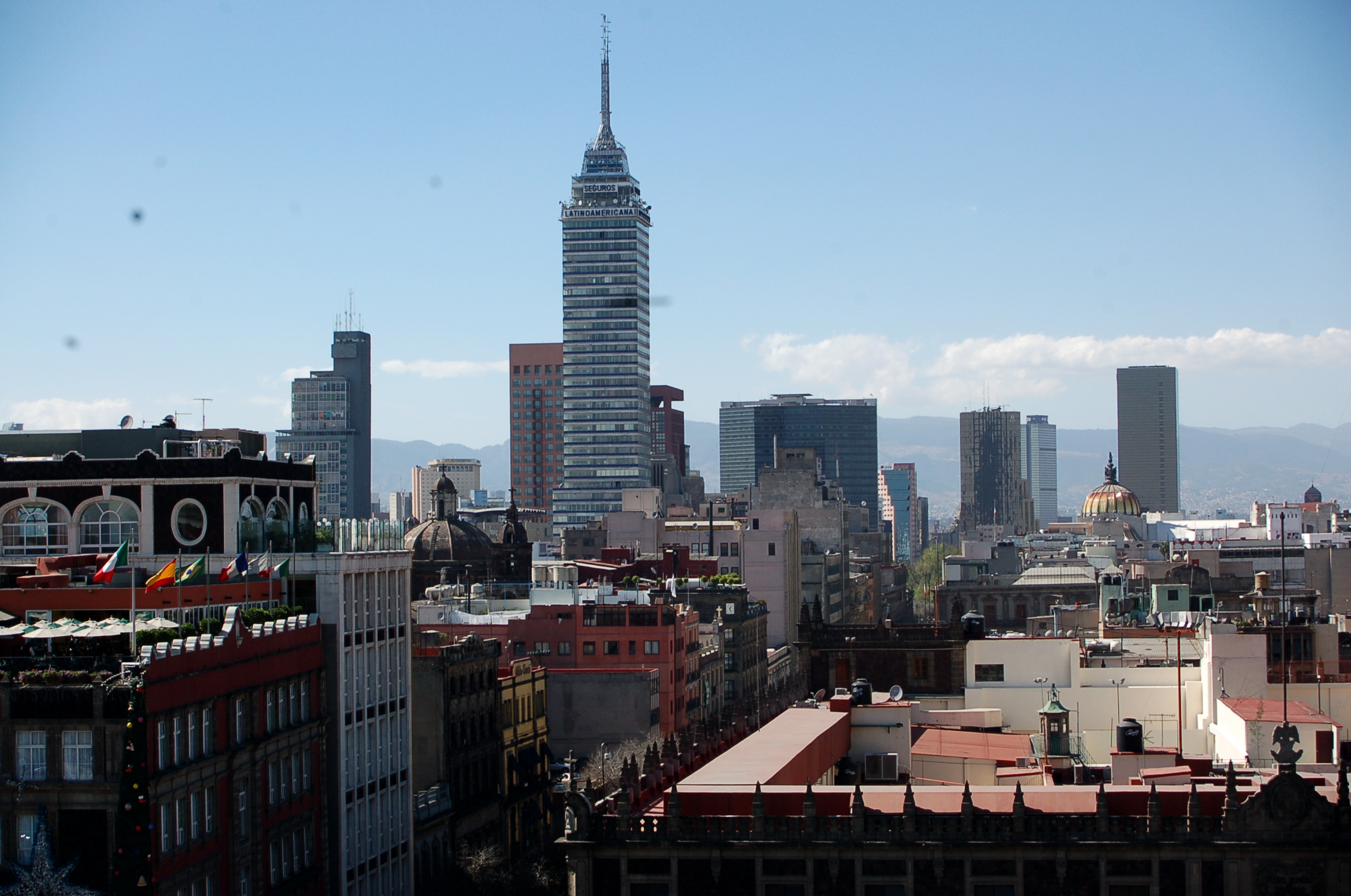
Ciudad de México; principal localización de grabaciones de Mis XV

Valentina (Paulina Goto) y Natalia (Natasha Dupeyrón) son BFF "Mejores Amigas" desde que tienen memoria ellas nacieron el mismo día y a la misma hora. Estudian en el GreenLand School, tienen 14 años y el sueño de Valentina es tener una fiesta de 15 años y que el chico que le gusta Nico (Yago Muñoz) sea su novio, mientras que Natalia no sueña con lo mismo pues al parecer ella quiere un viaje con sus padres.
En el transcurso de su aventura Natalia y Valentina lucharan por tener su fiesta de 15 años. Habrá personas que les harán la vida imposible como lo es Leonora (Macarena Achaga) que está enamorada de Nico y hará lo posible porque este le haga caso y deje a Valentina, haciéndole así la vida imposible, y uniéndose a Alexis (Eleazar Gómez) un chico sexi y creído que hará lo posible por que Valentina sea su novia, más que nada para alimentar su ego conquistando a la chica que dice odiarlo. Y el hermano de Valentina, Eddy (Jack Duarte) quien está enamorado de Natalia y ella de él.
Ellos a pesar de sus diferencias y rivalidades vivirán aventuras juntos y formaran un grupo de música llamado Eme 15.

## Producción

### Antecedentes
Miss XV está inspirada en la telenovela Quinceañera de 1986, protagonizada por Adela Noriega y Thalía. El productor Pedro Damián explicó que el proyecto no es una nueva versión, ni es una adaptación de la telenovela de 1987, Quinceañera. El proyecto se anunció por primera vez a fines de 2010 y la filmación comenzó el 12 de octubre de 2011 en la Ciudad de México. La filmación concluyó en la Ciudad de México a principios de junio de 2012. El programa contiene 120 episodios. El programa comenzó a emitirse el 16 de abril de 2012 para Nickelodeon Latin America y comenzó a transmitirse el 14 de mayo de 2012 en Canal 5. El final de la serie se emitió el 28 de septiembre de 2012 por cable, y se emitió el 26 de octubre de 2012 por Canal 5 en México.
El programa se estrenó en Estados Unidos en Unimás el 2 de marzo de 2013 y se trasladó a Galavisión el 25 de marzo de 2013, en Brasil el 4 de marzo de 2013 e Italia el 30 de marzo de 2013.
Los productores de Televisa consideraron una segunda temporada, en forma de spin-off, en gran parte debido al espectáculo y la banda, el éxito comercial de Eme 15 en México. Sin embargo, en mayo de 2013, Eme 15 confirmó que los planes para una segunda temporada o una serie derivada del programa fueron cancelados. Los productores del programa se negaron a encargar una segunda temporada y, en cambio, optaron por centrarse en el éxito de Eme 15 como acto musical.

### Re-casting
En 2010, Miss XV (anteriormente llamada Miss XV: Sueña Princesa) fue anunciada como la última producción televisiva del productor Pedro Damián como una colaboración para Canal 5 y Nickelodeon Latinoamérica. Las actrices mexicanas Danna Paola, Natasha Dupeyrón y Renata Notni fueron elegidas como protagonistas de la telenovela. A finales de 2010 se lanzó un avance de la telenovela con las tres actrices. El actor mexicano Eddy Vilard se unió previamente al proyecto para un papel principal junto a Danna Paola, pero se retiró
A principios de 2011, Miss XV fue cancelada antes de que comenzara la producción por razones desconocidas. Sin embargo, en junio de 2011, la serie fue reformateada y refundida. La mayoría de los actores originales previamente vinculados al proyecto fueron descartados y sus roles fueron reformulados. El casting se realizó en la Ciudad de México durante junio y julio de 2011. El papel de Dupeyrón no fue refundido y ella siguió siendo un miembro original del elenco. Danna Paola y Renata Notni fueron expulsadas del proyecto. Paola declaró que ya no estaba interesada y deseaba trabajar en su álbum en solitario.
Paulina Goto fue elegida como una de las protagonistas principales, reemplazando a Danna Paola. Eiza González audicionó para uno de los dos papeles principales. González fue considerada para una parte, pero luego le dijeron que perdió el papel porque los productores sintieron que era demasiado mayor para el programa. La cantante y actriz argentina Brenda Asnicar también audicionó para un papel, pero no recibió un papel.

### Finalización del casting
En agosto de 2011, los productores completaron el casting en la Ciudad de México. Paulina Goto, Eleazar Gómez, Natasha Dupeyrón, Yago Muñoz y Jack Duarte fueron confirmados como los primeros cinco miembros principales del elenco. Sin embargo, Pedro Damián reveló que los productores buscaban elegir a una tercera actriz como la antagonista femenina "La princesa negra". A mediados de agosto de 2011, la recién llegada Macarena Achaga, una presentadora y modelo de televisión argentina de MTV América Latina, fue confirmada como la principal antagonista femenina, "Leonora Martínez". Miss XV es el debut como actriz de Achaga.

## Reparto

### Principales
- Paulina Goto - Valentina Contreras González de los Monteros y Galicia de García
- Natasha Dupeyrón - Natalia D'Acosta Landeros
- Eleazar Gómez - Alexis Reyes
- Yago Muñoz - Nicolás "Nico" Pérez
- Jack Duarte - Eduardo "Eddy" Contreras González de los Monteros y Galicia de García
- Macarena Achaga - Leonora Martínez
- Raquel Garza - Catalina Rosenda González de los Monteros y Galicia de García de Contreras
- Gabriela Platas - Marina Landeros Arizpe De D'Acosta
- Verónica Jaspeado - Margara Ramona "Magos" Contreras
- Amairani - Juana Palacios / Señorita Venenosa
- Antonio De Carlo - Arístides Reyes / Magic Dragon
- Sergio DeFassio - Rómulo Pedraza Sotelo
- Reynaldo Rossano - Quirino "Quiriquiri " Contreras
- Ignacio Casano -  Sebastián D'Acosta
- Beatriz Moreno - Teodora Cuevas
- Charly Rey - Camilo
- Oswaldo Zárate - Dosberto Del Valle
- Fuzz - Lula López
- Pamela Ruz - Renata Domenzaín
- Natalia Sainz - Tania Meza
- Alfonso Dosal - Maximiliano "Max" Menéndez
- José Eduardo Derbez - Patricio "Pato" Fuentes Pedraza
- Paola Torres - Fanny Del Olmo
- Mariana Quiroz - Daniela "Manzanita" Contreras González de los Monteros y Galicia de García
- Lourdes Canale - Filomena "Miss Filo" Zapata

### Secundarios
- Araceli Mali - Maestra Miranda
- Montserrat Fligelman - Federica Martínez
- José Pablo Minor - Príncipe Antonio Hernández de López y Martínez de Cervantes y del Hojeara Camacho
- Werner Bercht - Enrique "Kike" Martínez
- Nicole Vale - Paula Gil
- Mikaelle Guluzian - Larissa
- Joshua Gutiérrez - Miguel
- Raquel Pankowsky - Griselda
- Nicole Fur - Debbie Landeros / Agente Rosa
- Hendrick Marine - Fabián Espejo
- Maricarmen Vela - Princesa Abuela Viuda de Robles
- Queta Lavat - Doña María
- Javier Reyes - Ricardo "Richie"
- Octavio Mier - Archie
- Karen Sandoval - Alice
- Constanza Mirko - Cinthia "Cindy"
- Karla Cossío - Wendy
- Ronald Duarte - Jack Lizaldi Heidi
- Lalo Brito - Lalo
- Esther Guilmáin - Quinceañora
- Roberta Damián - Cristina
- Ariane Pellicer - Marilyn López
- Eugenio Bartilotti - Renato Gil
- Leny Zundel - Gerente García
- Valeria Zomazy - Maestra de Deportes
- Bárbara Torres - Mamá de Dosberto
- Marta González Liriano - Reyna
- Fernanda Arozqueta - Doris Gascón
- Alejandra Peniche - Señora
- Jesús Zavala - Raymundo "Ray"
- Eugenio Derbez - Sr. Fuentes (Papá de Patricio)
- Zacharias Guelorget - Roseldo

### Invitados
- Dulce María
- Moderatto
- Beto Cuevas
- Joaquín Bondoni

## Música
Eme 15 fue una banda de música pop, teen pop mexicana-argentina, creada por el productor Pedro Damián y Nickelodeon Latinoamérica en agosto de 2011. La banda está integrada por los seis actores principales de la telenovela. Las temas principales de la telenovela: A Mis quince, Wonderland, Super loca, Te quiero más, Desde tu adiós y Solamente tú son interpretados por la banda. Aunque la banda se mantuvo estable durante la telenovela, fue un fracaso a nivel comercial y de recepción que no llegó lejos.

## Otras versiones

### Cine
- En 1960 se hace la primera versión de esta historia bajo el nombre de Quinceañera protagonizada por Martha Mirajes, Tere Velázquez y Maricruz Olivier dirigida por Alfredo B. Crevenna y escrita por Edmundo Báez y Jorge Durán Chávez[1]

### Televisión
- Está basada en la telenovela de 1987, Quinceañera, protagonizada por Adela Noriega y Thalía. Pedro Damián comentó que la historia de "Miss XV" es una inspiración de "Quinceañera", ya que se basó en algunos personajes para la creación de otros para el elenco de "Miss XV".[2]

- En el año 2000 se realizó una adaptación llamada Primer amor... a 1000 x hora, producida también por Pedro Damian y protagonizada por Anahí, Ana Layevska, Kuno Becker y Valentino Lanús y antagonizada por Mauricio Islas y Arleth Terán.

## Premios y nominaciones
| Año  | Premiación                   | Categoría                  | Ganadora         | Resultado |
| ---- | ---------------------------- | -------------------------- | ---------------- | --------- |
| 2012 | Kids Choice Awards México    | Actriz favorita            | Paulina Goto     | Ganadora  |
| 2012 | Kids Choice Awards México    | Actor favorito             | Yago Muñoz       | Ganador   |
| 2012 | Kids Choice Awards México    | Actriz favorita de reparto | Natasha Dupeyrón | Ganadora  |
| 2012 | Kids Choice Awards México    | Actor favorito de reparto  | Jack Duarte      | Ganador   |
| 2012 | Kids Choice Awards México    | Villano favorito           | Eleazar Gómez    | Nominado  |
| 2012 | Kids Choice Awards México    | Villano favorito           | Macarena Achaga  | Ganadora  |
| 2012 | Kids Choice Awards México    | Programa favorito          | Miss XV          | Ganadores |
| 2012 | Kids Choice Awards Argentina | Actriz favorita            | Paulina Goto     | Nominada  |
| 2012 | Kids Choice Awards Argentina | Villano favorito           | Eleazar Gómez    | Nominado  |
| 2012 | Kids Choice Awards Argentina | Revelación                 | Macarena Achaga  | Nominada  |
| 2012 | Kids Choice Awards Argentina | Programa de TV favorito    | Miss XV          | Nominados |
| 2013 | Premios TVyNovelas           | Mejor serie                | Miss XV          | Nominados |
| 2013 | Meus Premios Nick            | Atriz favorita             | Paulina Goto     | Nominada  |
| 2013 | Meus Premios Nick            | Gata do Ano                | Natasha Dupeyrón | Nominada  |